# USS Charles Lawrence (DE-53)
USS Charles Lawrence (DE-53/APD-37) là một tàu hộ tống khu trục lớp Buckley được Hải quân Hoa Kỳ chế tạo trong Chiến tranh Thế giới thứ hai. Tên nó được đặt theo Hạ sĩ quan kỹ thuật không quân Charles Lawrence (1916-1941), người từng phục vụ tại Căn cứ Không lực Hải quân vịnh Kaneohe, Oahu, và đã tử trận trong cuộc tấn công Trân Châu Cảng vào ngày 7 tháng 12, 1941. Nó đã phục vụ trong chiến tranh cho đến năm 1944, khi được cải biến thành một tàu vận chuyển cao tốc mang ký hiệu lườn APD-37, và tiếp tục phục vụ cho đến khi chiến tranh kết thúc; nó xuất biên chế năm 1946 và bị tháo dỡ năm 1965. Charles Lawrence được tặng thưởng một Ngôi sao Chiến trận do thành tích phục vụ trong Thế Chiến II.

## Thiết kế và chế tạo
Những chiếc thuộc lớp tàu hộ tống khu trục Buckley có chiều dài chung 306 ft (93 m), mạn tàu rộng 37 ft 1 in (11,30 m) và độ sâu mớn nước khi đầy tải là 11 ft 3 in (3,43 m). Chúng có trọng lượng choán nước tiêu chuẩn 1.400 tấn Anh (1.400 t); và lên đến 1.740 tấn Anh (1.770 t) khi đầy tải. Hệ thống động lực bao gồm hai turbine hơi nước General Electric công suất 13.500 mã lực (10.100 kW), dẫn động hai máy phát điện công suất 9.200 kilôwatt (12.300 hp) để vận hành hai trục chân vịt;  công suất 12.000 hp (8.900 kW) cho phép đạt được tốc độ tối đa 23 kn (26 mph; 43 km/h), và có dự trữ hành trình 6.000 nmi (6.900 mi; 11.000 km) khi di chuyển ở vận tốc đường trường 12 kn (14 mph; 22 km/h).
Vũ khí trang bị bao gồm ba pháo 3 in (76 mm)/50 cal trên tháp pháo nòng đơn có thể đối hạm hoặc phòng không, một khẩu đội 1,1 inch/75 caliber bốn nòng và tám pháo phòng không Oerlikon 20 mm. Vũ khí chống ngầm bao gồm một dàn súng cối chống tàu ngầm Hedgehog Mk. 10 (có 24 nòng và mang theo 144 quả đạn); hai đường ray Mk. 9 và tám máy phóng K3 Mk. 6 để thả mìn sâu. Khác biệt đáng kể so với lớp Evarts dẫn trước là chúng có thêm ba ống phóng ngư lôi Mark 15 21 inch (533 mm). Thủy thủ đoàn đầy đủ bao gồm 186 sĩ quan và thủy thủ.
Charles Lawrence được đặt lườn tại xưởng tàu của hãng Bethlehem-Hingham Shipyard, Inc., ở Hingham, Massachusetts vào ngày 1 tháng 8, 1942. Nó được hạ thủy vào ngày 16 tháng 2, 1943; được đỡ đầu bởi bà S. Lawrence, mẹ hạ sĩ quan Lawrence, và nhập biên chế vào ngày 31 tháng 5, 1943 dưới quyền chỉ huy của Hạm trưởng, Thiếu tá Hải quân Leon Samuel Kintberger.

## Lịch sử hoạt động

### Mặt trận Đại Tây Dương
Thoạt tiên được phái sang Mặt trận Đại Tây Dương, Charles Lawrence đảm nhiệm hộ tống các tàu chở dầu đi từ Norfolk, Virginia sang Casablanca, Morocco thuộc Pháp, và đã thực hiện một chuyến đi như vậy từ ngày 16 tháng 8 đến ngày 24 tháng 9, 1943. Sau đó nó chuyển sang hộ tống các đoàn tàu vận tải nhanh, gồm các tàu chở dầu từ các cảng vùng Caribe được tập trung tại thành phố New York sau khi di chuyển độc lập dọc theo vùng bờ Đông. Từ ngày 13 tháng 10, 1943 đến ngày 23 tháng 9, 1944, tổng cộng nó đã hộ tống cho tám chuyến đi khứ hồi như vậy đến Bắc Ireland, và quay trở về New York với các khoang tàu được chất đồ dằn.

### Mặt trận Thái Bình Dương
Charles Lawrence được xếp lại lớp như một tàu vận chuyển cao tốc, và mang ký hiệu lườn APD-37 vào ngày 23 tháng 10, 1944, trở thành chiếc dẫn đầu của lớp tàu mang tên nó. Việc cải biến được thực hiện tại New York, và sau một chuyến đi chạy thử máy ngắn, nó rời Norfolk, Virginia vào ngày 27 tháng 1, 1945 để đi sang Trân Châu Cảng. Sau khi được tiếp liệu từ ngày 22 tháng 2 đến ngày 5 tháng 3, con tàu hướng sang phía Tây, đi đến Ulithi vào ngày 23 tháng 3, và tham gia vào thành phần Lực lượng Tấn công phía Bắc trong chiến dịch đổ bộ lên Okinawa.

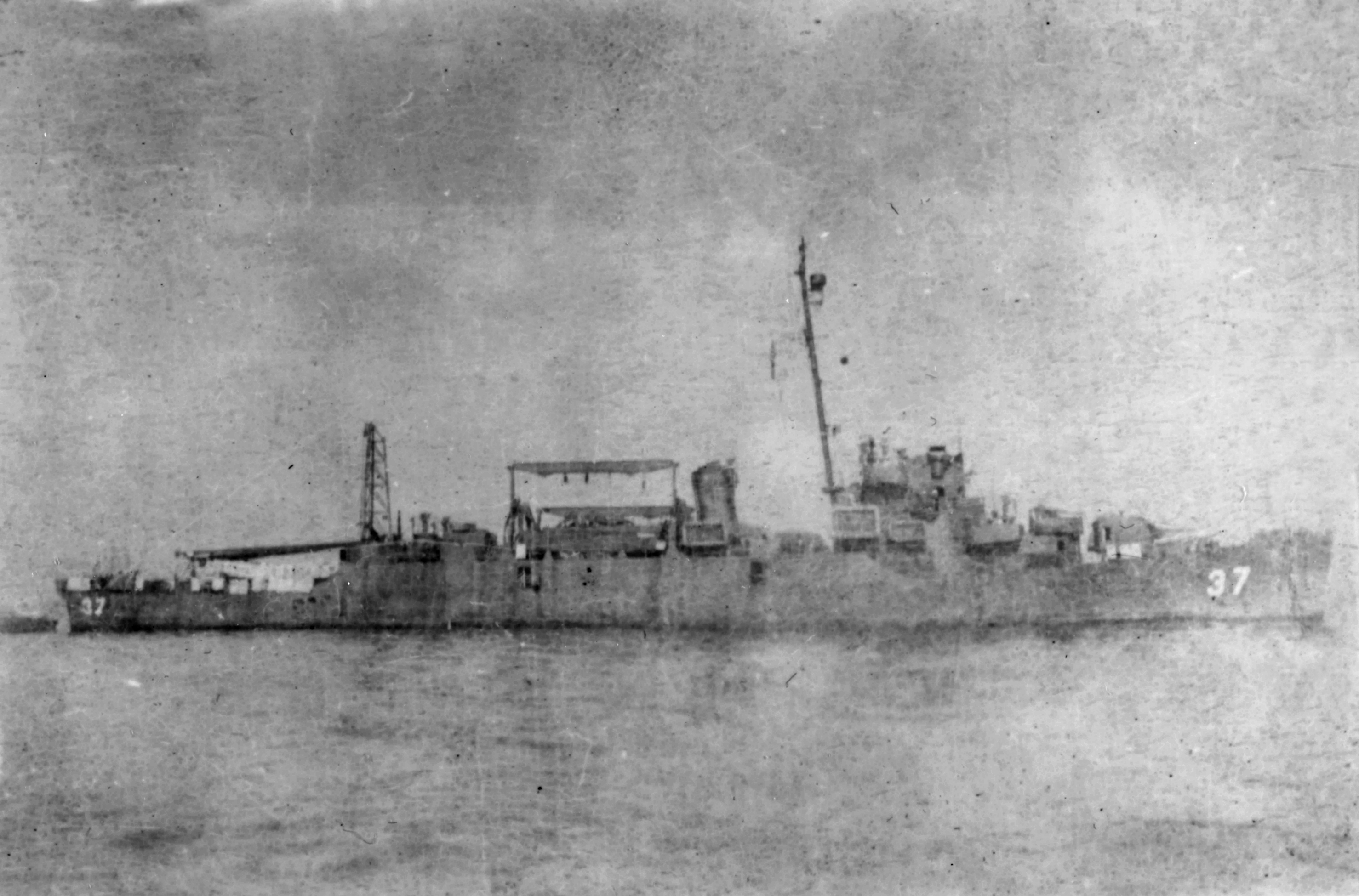
Charles Lawrence sau khi cải biến thành tàu vận chuyển cao tốc, năm 1945.

Đi đến ngoài khơi bãi Hagushi vào ngày 1 tháng 4 trong thành phần hộ tống cho 20 tàu vận chuyển, Charles Lawrence ở lại gần bờ để hỗ trợ cho cuộc đổ bộ ban đầu, rồi di chuyển ra khơi để hình thành nên vòng đai bảo vệ cho khu vực đổ bộ. Trong ba tháng tiếp theo nó liên tục hoạt động tuần tra ngoài khơi Okinawa, đánh trả các cuộc tấn công bởi xuồng máy cảm tử, máy bay và tàu ngầm đối phương, chỉ bị ngắt quãng bởi các chuyến hộ tống vận tải đến các cảng tại Philippines, Mariana và Caroline. Thường xuyên bị máy bay Kamikaze tấn công, con tàu không chịu thiệt hại hay thương vong nào.
Sau khi Nhật Bản chấp nhận đầu hàng vào ngày 15 tháng 8 giúp kết thúc cuộc xung đột, Charles Lawrence đã bảo vệ cho việc đổ bộ lực lượng chiếm đóng tại vùng biển nội địa Seto, rồi phục vụ như tàu vận chuyển giữa Philippines và đảo Manus. Nó quay trở về San Diego vào ngày 16 tháng 12 trước khi tiếp tục đi sang vùng bờ Đông, về đến Norfolk, Virginia vào ngày 30 tháng 12. Nó được cho xuất biên chế vào ngày 21 tháng 6, 1946 và đưa về thành phần dự bị tại Green Cove Springs, Florida. Tên nó được cho rút khỏi danh sách Đăng bạ Hải quân vào ngày 1 tháng 9, 1964, và con tàu bị bán để tháo dỡ vào ngày 17 tháng 11, 1965.

## Phần thưởng
Charles Lawrence được tặng thưởng mộtNgôi sao Chiến trận do thành tích phục vụ trong Thế Chiến II.
|  |  | Bronze star |
|  |  |             |

| Dãy băng Hoạt động Tác chiến (truy tặng)           | Huân chương Chiến dịch Hoa Kỳ        | Huân chương Chiến dịch Châu Á-Thái Bình Dương với 1 Ngôi sao Chiến trận |
| Huân chương Chiến dịch Châu Âu-Châu Phi-Trung Đông | Huân chương Chiến thắng Thế Chiến II | Huân chương Phục vụ Chiếm đóng Hải quân                                 |